# Геологія Індії
Геологія Індії
Територія Індії охоплює південну частину Евразійського континенту, включаючи древню Індійську (Індостанську) платформу, що належить до гондванської групи, і південну частину Середземноморського складчастого пояса. Вона об'єднує зони альпійських покривно-складчастих деформацій і гороутворення, що пов'язуються з закриттям океану Тетіс і зіткненням Індо-Австралійської і Євразійської літосферних плит. Індійська платформа, яка займає весь півострів Індостан, — це головним чином древній щит, в межах якого оголюються докембрійські комплекси кристалічного фундаменту. В складі останнього виділяються найдревніші (понад 3 млрд років) утворення додарварського комплексу (гранітоґнейси, ґрануліти), осадово-вулканогенні товщі верхньоархейського дарварського комплексу, що складають вузькі синклінорні структури зеленокам'яних і сланцевих поясів, і глинисто-карбонатно-теригенні відклади нижньопротерозойського комплексу, поширеного в Араваллійсько-Делійському і Сатпурському складчастих поясах. На породах фундаменту залягають осадові і вулканічні породи платформного чохла, які заповнюють окремі синеклізи та западини. У складі чохла головну роль відіграють верхньопротерозойські (рифейські) теригенні і карбонатні відклади куддапахського і віндійського комплексів.
Фанерозойські відклади платформного чохла представлені континентальними покривно-льодовиковими, вугленосними і червонокольорово-піщаними товщами осадових порід гондванської серії (верхній карбон — нижня крейда), що зустрічаються в ґрабенових прогинах-авлакогенах Нармада — Сон-Раджмахал, Годаварі і Маханаді, прибережно-морськими відкладами юри, крейди, палеогену і неогену, розвиненими в перикратонних прогинах, і основними вулканогенними породами — трапами, що виконують велику Деканську синеклізу.
Північна частина Індійської платформи, що примикає до складчастої системи Гімалаїв, являє собою плиту, в межах якої докембрійський кристалічний підмурівок заглиблений на значну глибину і перекритий слабко дислокованими товщами кайнозойських континентальних осадових порід, що виконують великі Передгімалайський і Бенгальський крайові прогини. Потужність осадочного чохла в цих прогинах до 4-10(12) км і більше. На півночі країни простягається складчасто-покривна система Гімалаїв, сформована післяеоценовими рухами і деформаціями. Вона складається з системи насунених на південь, на передовий прогин і платформу, покривів Нижніх Гімалаїв, Високих Гімалаїв і Трансгімалаїв.
Нижні Гімалаї складені породами північного продовження осадового чохла платформи, Високі — докембрійським кристалічним комплексом і мілководно-морськими породами палеозою і мезозою південної околиці Тетісу. Вздовж верхів'я Інду простягається офіолітовий пояс тріасу-крейди. В Трансгімалаях виступають граніти і вулканіти верхньої крейди-еоцену. На півострові Індостан широко розвинені кайнозойські (неогенові) кори вивітрювання латеритного профілю, а також четвертинні алювіальні і прибережно-морські піщано-галечні відклади.
У північній частині Індії поширені покривала пліоцен-четвертинних лесів, що залягають на щебенистій корі вивітрювання, льодовикові, алювіальні і пролювіальні товщі гірських систем Гімалаїв і передгірських рівнин, а в пустельних районах на північному заході країни — еолові піски.
Металогенічні особливості території Індії визначаються широким розвитком докембрійських метаморфічних утворень, палеозойських і мезозойських осадових комплексів і кайнозойських кір вивітрювання. У архейських товщах фундаменту локалізуються великі родовища руд заліза, марганцю, міді, золота, графіту; в пегматитах відомі родовища мусковіту, руд олова і рідкісних металів (берилію, літію, танталу, ніобію та ін.). До протерозойських складчастих комплексів приурочені свинцево-цинкові, мідні, уранові і фосфоритові родовища. З інтрузіями гранітів і лужних порід пов'язане мідно-поліметалічне і флюоритове зруденіння. У докембрійських масивах ультраосновних порід розташовуються численні дрібні родовища хромітів, тальку, азбесту. До відкладень гондванської серії приурочені великі родовища кам'яного вугілля, до товщ кайнозойських осадових порід — лігнітів, нафти і газу. Основні нафтогазоносні райони — Камбейський ґрабен і Ассама (на північному сході). З палеогеновими масивами лужних порід і карбонатитів рифтової зони Нармада-Сон пов'язані родовища флюориту. У корах вивітрювання знаходяться численні родовища латеритних бокситів і каолінових глин. У прибережно-морських розсипах локалізуються великі концентрації мінералів титану, цирконію, рідкісноземельних елементів, а в елювіальних і алювіальних відкладах — невеликі розсипи золота, алмазів, каситериту, дорогоцінного, і виробного каміння.